# Turraea cadetii
Turraea cadetii är en tvåhjärtbladig växtart som beskrevs av Andrew John Scott. Turraea cadetii ingår i släktet Turraea och familjen Meliaceae. Inga underarter finns listade i Catalogue of Life.